# Marinilla
Marinilla est une municipalité de Colombie située dans la région orientale du département d'Antioquia.

## Histoire
Marinilla est fondée en 1690 par Juan Duque de Estrada et Francisco Manzueto Giraldo.

## Personnalités liées à la municipalité
- Simona Duque de Alzate (1773-1858) : héroïne de la guerre d'indépendance née à Marinilla.
- Ramón Hoyos (1932-) : coureur cycliste né à Marinilla.
- Mónica Jaramillo (1984-) : journaliste, ex-mannequin, reine de beauté et présentatrice de télévision née à Marinilla.